# Atari 5200

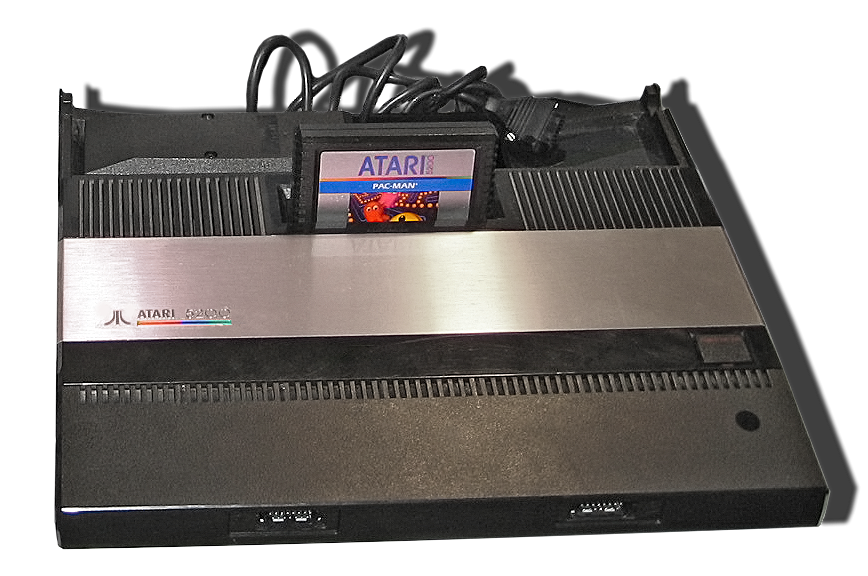
Atari 5200

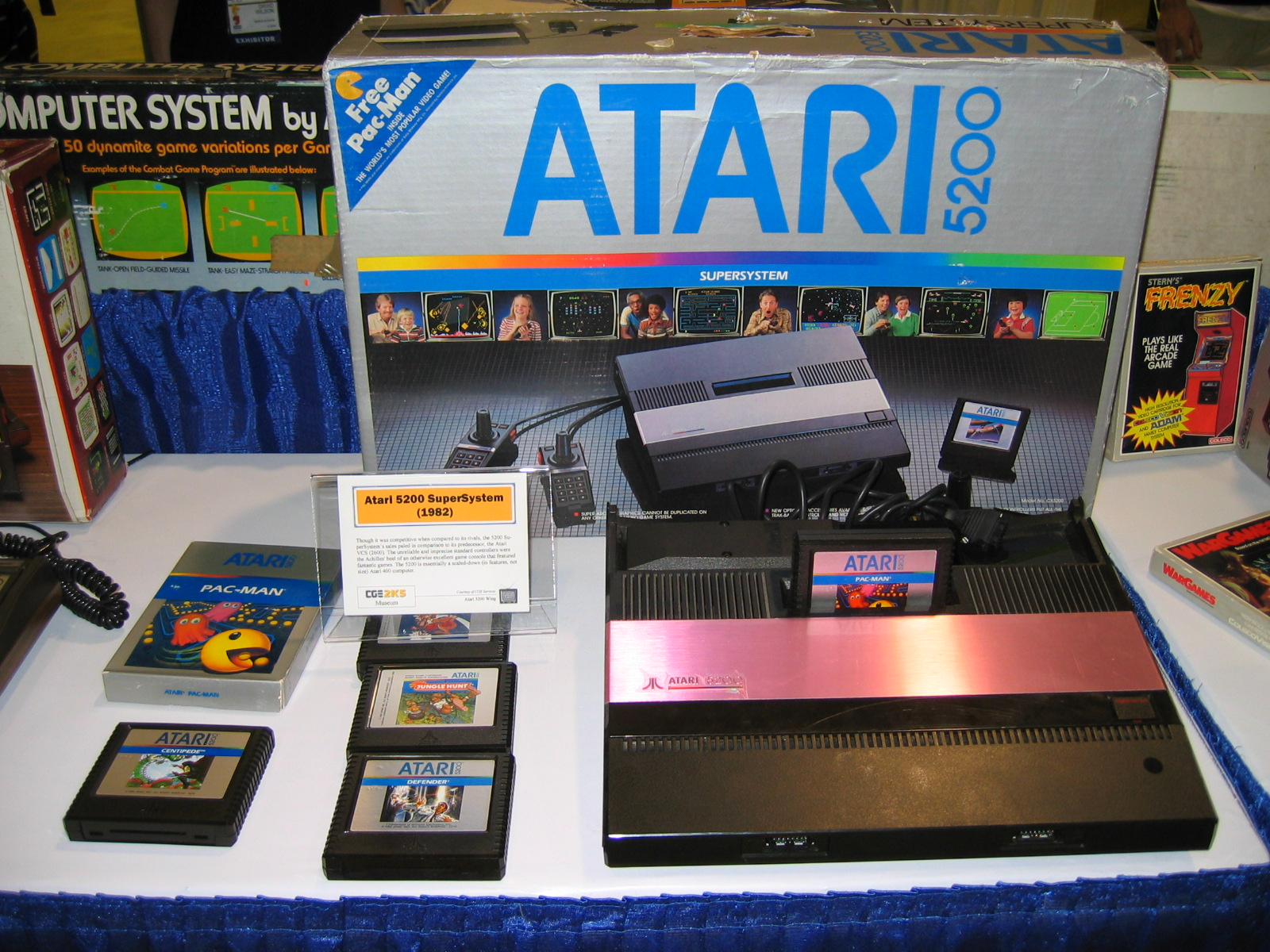
Atari 5200

Atari 5200 je herní konzole, která měla nahradit zastarávající model Atari 2600. Na trh se dostala v roce 1982. V prodeji byla pouze na americkém kontinentu, a proto existuje pouze NTSC verze. Konzole nebyla prodejně úspěšná kvůli její malé herní knihovně a příliš nízkému zlepšení grafiky oproti svému předchůdci. Mnoho her na 5200 se objevilo jen jako aktualizované verze 2600 titulů.
Systém vychází z počítače Atari 400, a tak není kompatibilní se svým předchůdcem, což bylo také kritizováno. Jako ovladače se používají analogové joysticky kombinované s číselnou klávesnici. Dokoupit se dal také trackball. 
Pro konzoli bylo původně vydáno 82[zdroj?] her. V současné době jsou stále nadšenci vyvíjeny hry nové. Nástupcem bylo Atari 7800.

## Hardware
- Procesor: MOS Technology 6502C  8 bitů při frekvenci 1,79 MHz
- Grafické čipy: ANTIC a GTIA
- Paměť:	16 KB RAM, 32 KB ROM
- Barevná paleta: 128/256
- Zobrazovaných barev: 23
- Max. rozlišení: 320x192
- Zvuk: Pokey, 4 mono kanály